# Toon Geurts
Toon Geurts, Antonius Johannes Geurts (Veldhoven, 1932. február 29. – Veldhoven, 2017. október 5.) olimpiai ezüstérmes holland kajakozó.

## Pályafutása
Három olimpián vett részt, 1960-ban Rómában, 1964-ben Tokióban és
1968-ban Mexikóvárosban.
Tokióban kajak kettesben 1000 méteren Paulus Hoekstrával ezüstérmet szerzett, kajak egyesben hatodik lett. Mexikóvárosban a tokiói ezüstérem után negyedik lett ismét Paul Hoekastával.
1961-ben Európa-bajnoki bronzérmet szerzett kajak egyes 10000 méteren.

## Sikerei, díjai
- Olimpiai játékok – K-2 1000 m
  - ezüstérmes: 1964, Tokió
- Európa-bajnokság – K-1 10000 m
  - bronzérmes: 1961, Poznań